# Germán Carty
Luis Germán del Carmen Carty Monserrate (San Vicente de Cañete, 16 de julio de 1968) es un exfutbolista y entrenador peruano. Jugaba en la posición de delantero, y es el futbolista peruano que más tiempo ha permanecido en activo jugando al fútbol profesional, retirándose a la edad de 47 años. Y también es el futbolista peruano que en más clubes ha jugado.
Luego de su retiro del fútbol profesional, se dedicó a jugar al fútbol 7. Actualmente es entrenador de Octavio Espinosa que participa en la Copa Perú.

## Selección nacional
Fue internacional con la selección del Perú en 25 ocasiones entre 1993 y 2004. Durante su estancia en el combinado patrio, anotó tres goles, todos ellos en el año 1997.

#### Participaciones en Copa América
| Copa              | Sede    | Resultado        | Partidos | Goles |
| ----------------- | ------- | ---------------- | -------- | ----- |
| Copa América 1993 | Ecuador | Cuartos de final | 1        | 0     |
| Copa América 1995 | Uruguay | Primera fase     | 3        | 0     |

### Participaciones en Eliminatorias
| Eliminatorias                    | Selección | Resultado         | Partidos | Goles |
| -------------------------------- | --------- | ----------------- | -------- | ----- |
| Eliminatorias Sudamericanas 1994 | Perú      | 9º (No clasificó) | 1        | 0     |
| Eliminatorias Sudamericanas 1998 | Perú      | 5º (No clasificó) | 13       | 2     |
| Eliminatorias Sudamericanas 2002 | Perú      | 8º (No clasificó) | 2        | 0     |

## Clubes

### Como futbolista
| Club                    | País        | Año       |
| ----------------------- | ----------- | --------- |
| Coronel Bolognesi       | Perú        | 1988      |
| Unión Conquistadores    | Perú        | 1989      |
| Hijos de Yurimaguas     | Perú        | 1989-1990 |
| Sport Boys              | Perú        | 1991-1994 |
| Universitario           | Perú        | 1995      |
| Sport Boys              | Perú        | 1996      |
| Atlante                 | México      | 1997      |
| Irapuato                | México      | 1997-1998 |
| Sporting Cristal        | Perú        | 1998      |
| Vanguard Huandao        | China       | 1999      |
| FBC Melgar              | Perú        | 2000      |
| Blooming                | Bolivia     | 2001      |
| Estudiantes de Medicina | Perú        | 2001      |
| Cienciano               | Perú        | 2002-2004 |
| Alianza Lima            | Perú        | 2005      |
| Sport Boys              | Perú        | 2005      |
| Chalatenango            | El Salvador | 2006      |
| Unión Huaral            | Perú        | 2006      |
| Total Clean             | Perú        | 2007      |
| Sport Áncash            | Perú        | 2008      |
| Total Chalaco           | Perú        | 2009      |
| Sport Boys              | Perú        | 2010      |
| Deportivo Coopsol       | Perú        | 2011      |
| Pacífico                | Perú        | 2012-2013 |
| Atlético Minero         | Perú        | 2014      |

### Como entrenador
| Club                | País | Año  |
| ------------------- | ---- | ---- |
| Deportivo Garcilaso | Perú | 2017 |
| Walter Ormeño       | Perú | 2018 |
| Atlético Huracán    | Perú | 2018 |
| Barranco City       | Perú | 2019 |
| Octavio Espinosa    | Perú | 2019 |

## Palmarés

### Campeonatos nacionales
| Título           | Club                | País | Año  |
| ---------------- | ------------------- | ---- | ---- |
| Segunda División | Hijos de Yurimaguas | Perú | 1990 |
| Torneo Clausura  | Sporting Cristal    | Perú | 1998 |
| Segunda División | Pacífico            | Perú | 2012 |

### Campeonatos internacionales
| Título              | Club      | Sede            | Año  |
| ------------------- | --------- | --------------- | ---- |
| Copa Sudamericana   | Cienciano | Arequipa        | 2003 |
| Recopa Sudamericana | Cienciano | Fort Lauderdale | 2004 |

### Distinciones individuales
| Distinción                       | Año  |
| -------------------------------- | ---- |
| Goleador de la Copa Sudamericana | 2003 |